# 騎士 (低地國家)
骑士（Ridder）是比利時、丹麥和荷蘭的貴族頭銜。傳統上，表示貴族中第二低的等級，低於男爵，但高於這些國家的無頭銜貴族（Jonkheer）。 「Ridder」是拉丁语“Eques”的直譯，原意是「騎士」或「騎手」。由於其與中世紀戰爭和地主階級的歷史聯繫，它可以被認為大致相當於“騎士”或“從男爵”的頭銜。在荷蘭和比利時，不存在女性同等職位。在某一特定區域作為行政和立法議會，其持有者的集合術語稱為騎士團（Ridderschap），例如荷蘭騎士團、弗里斯蘭騎士團等。
在現代，「騎士」的頭銜通常與某些騎士勳章或在位君主或政府授予個人的勳章有關，以表彰他們在藝術、科學、慈善事業或公共服務等各個領域的傑出成就。

## 歷史
1814 年之前，組成荷蘭王國的十一個省的貴族歷史是各自獨立的。在中世紀早期，每個省都有一些封建領主，他們往往和統治者本身一樣有權勢，有時甚至比統治者本身更有權勢。在那時，除了騎士之外，沒有其他的頭銜。
十四世紀中葉，封建領主之間的戰爭導致許多聚落和城堡變成廢墟，這促使勃艮地公爵透過征服或繼承獲得了許多未來組成荷蘭王國的省份。 1581 年，勃艮地公爵繼承人西班牙國王菲利普二世被七省代表所拋棄，將大部分行政和立法權留給了各省的騎士團，騎士團由七省的舊封建貴族家族代表組成。 
1798 年革命廢除了舊貴族的權力，直到 1814 年奧蘭治威廉成為荷蘭國王後，他們才以另一種形式再次被任命，但到了 1848 年憲法頒佈時，這些舊貴族在政治中已經沒有任何影響力。 1814 年，如果沒有其他被承認的高位頭銜，那麼這些人只能世襲 Jonkheer 的稱謂。舊時代的封建家族為其所有後代都獲得了男爵或男爵夫人的頭銜。

## 繼承
里德世襲頭銜有兩種傳承方式：「op allen」（即在男方家族的所有男性後代，都有資格獲得該頭銜）和「met het recht op eerstgeboorte」（長子繼承權 –即根據《薩利克法》的血統，即最年長的男性後代為繼承第一順位，在其獲得頭銜後，其他人不能獲得頭銜）。

## 稱呼方式
通常人們稱呼 Ridder 為De hoogwelgeboren heer （高貴的貴族），[名字] ridder [姓氏]。請注意，頭銜應放在名字和姓氏之間，並用小寫字母書寫。騎士的妻子被稱作或稱為De hoogwelgeboren vrouwe（高貴的女士），Mevrouw [名字] [丈夫的姓氏]-[娘家姓]。如上所述，不存在女性 Rider。
其他沒有貴族頭銜的世襲騎士家族子女被稱為Jonkheer或Jonkvrouw ，即De hoogwelgeboren heer、Jonkheer/Jhr。 [名字] [姓氏]（男性）或De hoogwelgeboren vrouwe，Jonkvrouw/Jkvr。 [名字] [姓氏]（女性版本）。

## 冠冕樣式
世襲騎士的等級冠冕制式如下：一圈金質冠冕，有八個金角，每個角尖上鑲有一顆珍珠幅畫中。此外，王冠的金色圓環周圍也環繞著珍珠圈。